# Mehmān
Mehmān (persiska: مهمان) är en ort i Iran.   Den ligger i provinsen Östazarbaijan, i den nordvästra delen av landet, 400 km nordväst om huvudstaden Teheran. Mehmān ligger 1 921 meter över havet och antalet invånare är 178.
Terrängen runt Mehmān är varierad. Mehmān ligger uppe på en höjd. Runt Mehmān är det ganska glesbefolkat, med 40 invånare per kvadratkilometer. Närmaste större samhälle är Hashtrūd, 13,3 km sydväst om Mehmān. Trakten runt Mehmān består i huvudsak av gräsmarker.